# Alesanco
Alesanco település Spanyolországban, La Rioja autonóm közösségben. Alesanco Azofra, Cirueña, Cordovín, Hervías, Nájera és Torrecilla sobre Alesanco községekkel határos. Lakosainak száma 480 fő (2024).

## Népesség
A település népessége az elmúlt években az alábbi módon változott:
| Lakosok száma | 476  | 437  | 478  | 482  | 541  | 528  | 508  | 505  | 481  | 480  |
|               | 2001 | 2004 | 2007 | 2009 | 2012 | 2014 | 2017 | 2019 | 2022 | 2024 |